# Competição científica

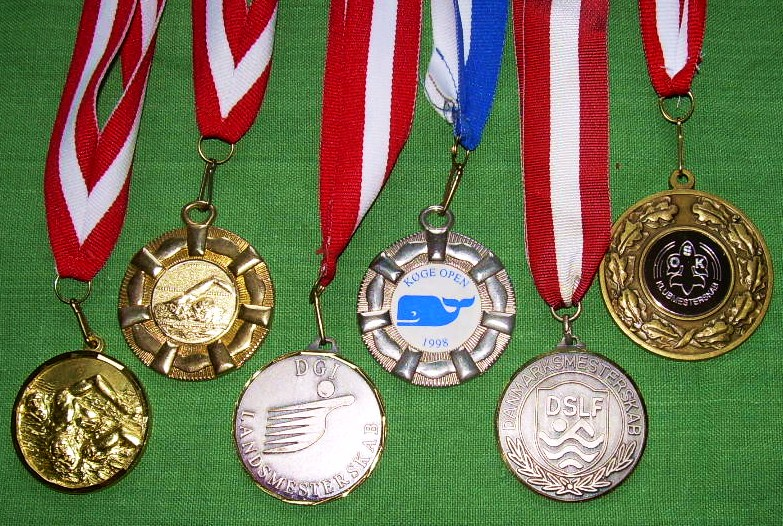

As Competições Científicas (ou olimpíadas de conhecimento) são desafios propostos na área acadêmica para os estudantes e tem como foco principal a aprendizagem, o desenvolvimento e o aprimoramento da lógica e criatividade. Através delas é possível listar inúmeros benefícios em relação ao intelecto dos participantes e no melhoramento do ensino das instituições referente à provas externas.
As provas voltadas para esse tipo de competição são instigantes e ajudam a enriquecer as bases dos alunos frente aos conteúdos vistos nas aulas. Elas podem se apresentar na forma de questões objetivas ou discursivas, projetos, produção textual e debates, além de admitir que sejam realizadas em grupo, dupla ou individual.

## Origem
As primeiras olimpíadas científicas conhecidas foram realizadas na Hungria, no século XIX (1894), com foco em matemática. Dali, as competições se expandiram pelo Leste Europeu e, chegando na União Soviética, onde a Olimpíada Internacional de Matemática (IMO) entrou para o calendário oficial de 1959.
No Brasil a olimpíada pioneira também foi voltada à matemática, a OBM, em 1979. Após ela, em meados dos anos 90, surgiu a Olimpíada Brasileira de Química (OBQ) e a de Astronomia (OBA). Porém, o governo interessou-se nos benefícios das competições para os alunos de escola pública apenas em 2005, com a criação da Olimpíada Brasileira de Matemática das Escolas Públicas (OBMEP) - que um tempo depois permitiu também a participação de escolas particulares.

## Funcionamento dos Principais Torneios Acadêmicos
OBMEP
OBMEP (Olimpíada Brasileira de Matemática das Escolas Públicas) é um projeto nacional dirigido às escolas públicas e privadas brasileiras, realizado pelo Instituto de Matemática Pura e Aplicada - IMPA, com o apoio da Sociedade Brasileira de Matemática – SBM, e promovida com recursos do Ministério da Educação - MEC e do Ministério da Ciência, Tecnologia e Inovações– MCTI.
A inscrição é realizada pelo professor. A prova é realizada de forma presencial e possui duas fases: a primeira é 20 questões de múltipla escolha com duas horas de duração e a segunda tem que apresentar os cálculos e explicar como chegou na resposta com três horas de duração.

OBA

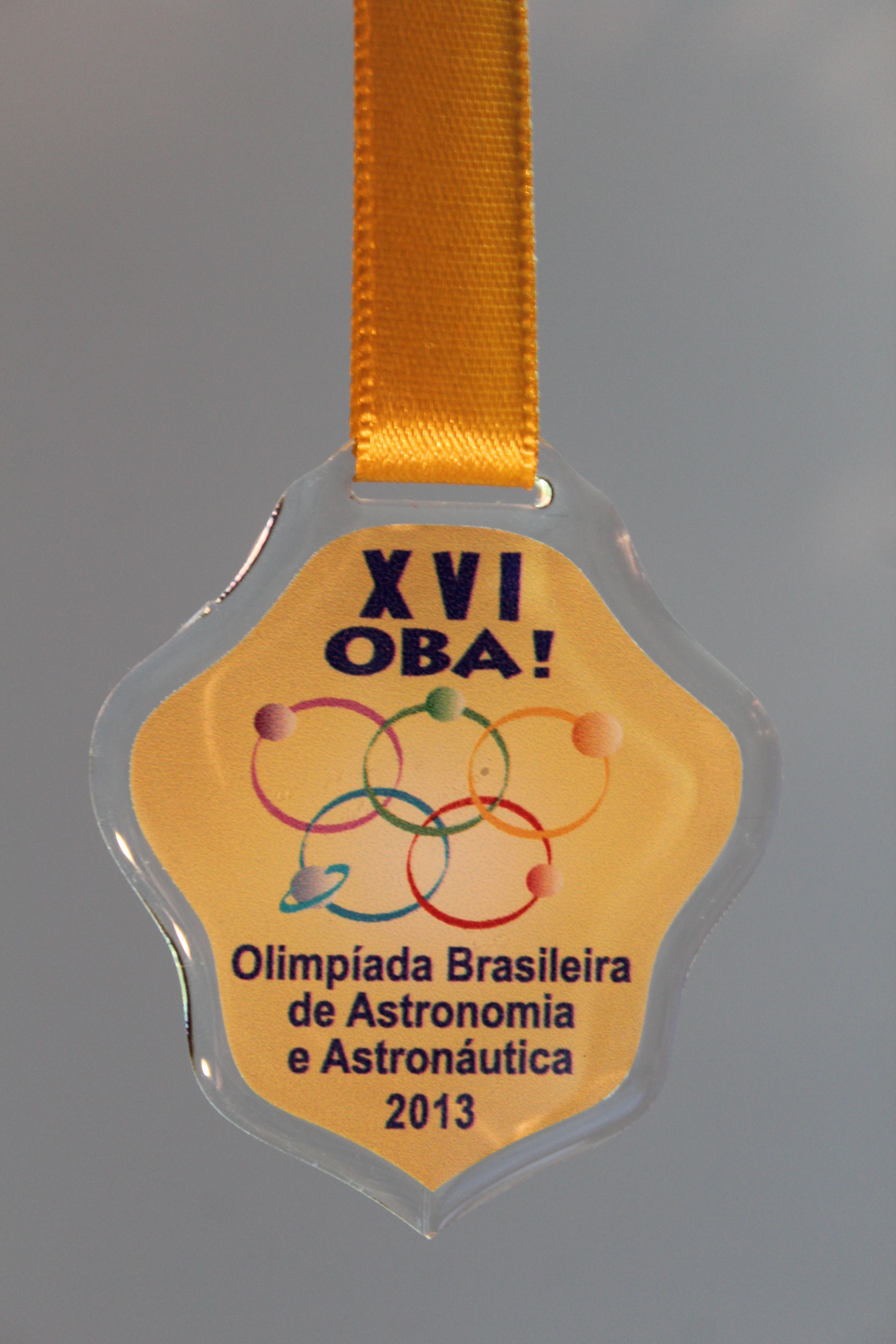

OBA (Olimpíada Brasileira de Astronomia e Astronáutica). Podem participar alunos do primeiro ano do ensino fundamental até alunos do último ano do ensino médio. A inscrição é gratuita e feita pelo professor no site da oba e a prova é realizada de forma presencial.

OIAA
A Olimpíada Internacional de Astronomia e Astrofísica (OIAA) teve início em 2007, na Tailândia, e é destinada a alunos do ensino médio. A competição ocorre anualmente, onde times de até cinco estudantes e instruídos por professores de cada país participante formam a delegação e vão até o país que sediará a olimpíada para realizar as provas de análise teórica e prática. Um país pode levar mais de uma equipe, porém, deve arcar com todos os custos e ser aceito pelo Comitê Local.
No Brasil, para participar da olimpíada é preciso passar por diversas etapas. Primeiro, o estudante é submetido a realizar a Olimpíada Brasileira de Astronomia e Astronáutica (OBA), que ocorre em apenas uma fase. Caso ganhe alguma premiação (medalha de ouro, prata ou bronze), ele receberá uma Carta Convite para as seletivas internacionais que corresponde a realização de três provas virtuais (P1, P2 e P3) com pesos de um, dois e três, respectivamente. Ao final das três provas, os 150-200 melhores são convocados para a etapa presencial, em Barra do Piraí - RJ. Lá farão provas teóricas, observacionais reais ou planetário, e de carta celeste e destes saíram os 40 melhores para os Treinamentos Finais. Por último, os quarenta estudantes irão para Vinhedo-SP para imersão nos conteúdos visando, finalmente, a OIAA.

ONC
ONC (Olimpíada Nacional de Ciências) é um evento técnico/científico, é organizada pela Universidade Federal do Piauí (UFPI) e realizada pelo Ministério da Ciência, Tecnologia, Inovação (MCTI) e constitui um programa da Associação Brasileira de Química (ABQ), Departamento de História da UNICAMP, Instituto Butantan (IB), Sociedade Astronômica Brasileira (SAB) e Sociedade Brasileira de Física (SBF), responsáveis por sua execução.
Podem participar estudantes do Ensino Médio e do 6ª a 9º ano do Ensino Fundamental. A inscrição é gratuita e realizada pelo professor no site da ONC. A realização da prova pode ser online ou presencial dependendo da escolha do professor. Tem duas fases: a primeira tem 20 questões de múltipla escolha e a segunda tem 10 questões discursivas.  
ONHB
ONHB (Olimpíada Nacional em História do Brasil) é um projeto de extensão da Universidade Estadual de Campinas, desenvolvido pelo Departamento de História por meio da participação de docentes, alunos de pós-graduação e de graduação. É realizada em trio (os três têm ser do oitavo e nono anos (antigas sétima e oitava séries) do ensino fundamental ou no ensino médio) e acompanhados pelo orientado(a)s por um(a) professor(a) de História. O (a) mesmo(a) professor(a) pode orientar mais de uma equipe, mas um(a) aluno(a) não pode participar de mais de uma equipe e o(a)s aluno(a)s devem pertencer à mesma escola, mesmo que de salas, séries/anos diferentes desde que sejam sempre das séries permitidas neste regulamento. 
A primeira fase tem 11 questões de múltipla escolha, inclusa uma tarefa, a segunda fase tem 11 questões de múltipla escolha, inclusa uma tarefa, a terceira fase tem 12 questões de múltipla escolha, inclusa uma tarefa, a quarta fase tem 12 questões de múltipla escolha, inclusa uma tarefa, a quinta fase é uma tarefa, a sexta fase é uma tarefa e a  fase final é constituída por desafios diversos. É uma olimpíada paga.

OBB
OBB (Olimpíada Brasileira de Biologia) é um projeto voltado para alunos (as) de Ensino Médio, organizado pelo Instituto Butantan com o intuito de promover e disseminar conhecimento nas áreas da Biologia e Ciência. Quem realiza a inscrição é o professor, a inscrição é feita no site e a forma de aplicar prova pode ser presencial ou online. A prova composta por 30 questões de múltipla-escolha que pode abordar todo o conteúdo contido no link (conteúdo programático) do site da XVIII OBB e com duração máxima de 02 horas e mínima de 30 min, dentro do período estipulado pela XVIII OBB. 

OPEI
OPEI (Olimpíada Pernambucana de Informática) é uma competição para os estudantes de Ensinos Fundamental, Médio e Superior das instituições públicas e privadas de todo o estado de Pernambuco. A inscrição é feita pelo professor no site da olimpíada. É realizada em duas modalidades, divididas em níveis de dificuldade. Cada aluno pode estar inscrito em apenas uma. A prova é realizada de forma online e varia o número de questões de acordo com as modalidades.

OBR
A Olimpíada Brasileira de Robótica (OBR) foi fundada em 2007 e tem por objetivo divulgar e difundir a robótica na realidade da população brasileira, sobretudo dos jovens. Ela possui duas modalidades: a teórica e a prática e abrange alunos do ensino fundamental até o ensino médio ou técnico que tenham no máximo 19 anos. Não é preciso participar das duas modalidades necessariamente, isso fica a critério do estudante.
Na prova teórica, a realização ocorre presencialmente em até duas fases e apresenta questões objetivas. Quanto à prova prática, também pode conter até duas fases e é realizada em grupo de 2 até 4 estudantes (de mesma instituição ou não). Nela os indivíduos podem participar de três maneiras: Presencial, Simulação e Apresentação. A inscrição fica de responsabilidade do professor através do Sistema Olimpo disponibilizado pela própria competição e é gratuita.

MSF
A Olimpíada Internacional Matemática Sem Fronteiras (MSF) foi criada em 1990 pela Academia de Estrasburgo e é organizada pela Association Mathématiques sans Frontières, com sede na França. No Brasil há uma seção da olimpíada, organizada pela Rede POC, com o interesse em aproximar os estudantes ao aprendizado da matemática. 
A realização da prova ocorre entre equipes interclasses, ou seja, quando o colégio realiza a inscrição, todos da classe inscrita fazem a prova e disputam contra outras classes de mesmo nível que a sua de outras instituições. Apresenta apenas uma fase discursiva e as escolas com melhores classificações são convidadas para compor a delegação brasileira para as olimpíadas internacionais. As medalhas físicas são arcadas pela escola - caso optem por tê-las.

OBF
A OBF (Olimpíada Brasileira de Física) é uma competição que envolve conceitos relacionados à física (como o próprio nome da olimpíada sugere) e é requerida uma taxa de inscrição à escola para que esta possa inscrever seus estudantes. É dividida em três fases. Poderão participar os estudantes que estiverem regularmente matriculados no 8º e 9º anos do Ensino Fundamental e nas 1ª, 2ª e 3ªséries do Ensino Médio e estudantes da 4ªsérie do Ensino Técnico e que não tenham ingressado em curso de Ensino Superior. É uma olimpíada que necessita de pagamento para sua realização.  

Olimpíada Canguru de Matemática Brasil

A Canguru de Matemática é uma competição anual internacional destinada aos alunos do 3º ano do Ensino Fundamental até os da 3ª série do Ensino Médio. A prova do Canguru nos níveis P e E, as questões de 1 a 8 valem 3 pontos, as questões de 9 a 16 valem 4 pontos e as questões de 17 a 24 valem 5 pontos, totalizando 96 pontos nas 24 questões com duração máxima de 1h 40 min para todos os níveis. 
Possui duas modalidades presencial: arquivos das provas disponibilizados para impressão nas escolas, o envio das respostas pela escola via plataforma e premiação nacional. E Modalidade ONLINE: alunos fazem as provas em nossa plataforma, o envio de respostas pelos próprios alunos via plataforma e a premiação por escola.

OBQ
OBQ (olimpíada brasileira de química) são realizadas, anualmente, para estudantes do ensino fundamental (8º e 9º anos), do ensino médio e do ensino superior. Nas olimpíadas nacionais, os estudantes do ensino fundamental participam na Olimpíada Brasileira de Química Júnior, enquanto aqueles do ensino médio participam na Olimpíada Brasileira de Química Modalidades A ou B e, também, na Olimpíada Norte/Nordeste de Química. Estudantes universitários participam na Olimpíada Brasileira do Ensino Superior de Química. A inscrição é feita pelo representante da escola diretamente no site www.obquimica.org. É composta de duas (2) etapas sendo dividida em três (3) fases. 

OPEQ
OPEQ (Olimpíada Pernambucana de Química) destina-se a estudantes regularmente matriculados em escolas, federais, públicas e privadas, do estado de Pernambuco, em níveis de escolaridade correspondentes aos 1º, 2º e 3º anos do ensino médio. A inscrição é gratuita e feita pelo professor no site da olimpíada. Possui duas fases, onde responderam provas com 16 questões objetivas de múltipla escolha de conteúdos que estavam de acordo com a série de cada candidato.

OBBS
OBBS (olimpíada brasileira de biologia sintética) é uma competição online e totalmente gratuita que amplia os conhecimentos em biologia sintética.  Aberta para estudantes de Ensino Médio de todo o Brasil, a olimpíada é dividida em duas categorias: uma voltada para estudantes de escolas públicas e outra para alunos de escolas privadas. 
O desafio é o mesmo para todos: as provas são idênticas e o objetivo das categorias é apenas para fins de avaliação. Quem faz a inscrição é o próprio estudante para isso é ir no site e clicar em “quero garantir minha vaga”. A‌ ‌competição‌ ‌é realizada em duas‌ ‌fases, cada‌ ‌uma‌ ‌formada ‌por‌ ‌um‌ ‌teste‌ ‌de ‌20‌ ‌questões,‌ ‌com‌ ‌duração‌ ‌de‌ ‌7‌ ‌dias‌ ‌após‌ ‌a disponibilização na plataforma, podendo ser‌ ‌realizada‌s em computadores,‌ ‌tablets‌ ‌e‌ ‌celulares.‌ 

Vitalis
A Olimpíada Internacional de Medicina (Vitalis) é uma organização do Instituto Vertere e seu objetivo é mostrar o que há de mais moderno em medicina, educação e tecnologia e os diferentes aspectos e curiosidades das carreiras médicas através das questões e, assim, despertar o interesse dos participantes na área. 
É uma olimpíada gratuita dividida em quatro fases, distribuídas em provas de múltipla escolha e projeto, com partes individuais e em grupo, totalmente on-line. A inscrição pode ser realizada pelo próprio aluno e qualquer pessoa pode participar.

Celeritas
A Olimpíada Brasileira de Inteligência Artificial (Celeritas) é uma competição organizada pelo Instituto Vertere que tem por objetivo instigar e incentivar o debate da inteligência artificial no Brasil. Usando como lema “Inovação, praticidade, rapidez e força”, traz um tema que ainda é bastante inexplorado no país, fazendo dessa uma olimpíada do futuro.
Ela é aberta para qualquer pessoa e apresenta três fases individuais: 1ªfase: teórica, 2ªfase: prática e 3ªfase: projeto. Sua realização é gratuita.

## Benefícios
Atualmente, os torneios científicos têm ganhado destaque e se mostrando de grande importância na formação do estudante. Ao participar ativamente dessas disputas, além de ganhar alguma premiação, algumas consequências positivas são visíveis, como melhoramento do desempenho nas atividades escolares; desenvolvimento da lógica; garantia de bolsas de estudo; guia de preparação para provas externas; surgimento de novas amizades e, claro, o acréscimo generoso no currículo.